# استیو شپارد
استیو شپارد (انگلیسی: Steve Sheppard؛ زادهٔ ۲۱ مارس ۱۹۵۴) بازیکن بسکتبال اهل ایالات متحده آمریکا بود.
از باشگاه‌هایی که در آن بازی کرده‌است می‌توان به دیترویت پیستونز، شیکاگو بولز، و ویرتوس رم اشاره کرد.
وی در مسابقات کشوری و بین‌المللی در مجموع برندهٔ ۱ مدال طلا شده‌است.